# رمپیشم
رمپیشم (به انگلیسی: Rampisham) یک روستا و محله مدنی در بریتانیا است که در West Dorset واقع شده‌است. رمپیشم ۱۱۰ نفر جمعیت دارد.